# Вајано (Прато)
Вајано (итал. Vaiano) је насеље у Италији у округу Прато, региону Тоскана.
Према процени из 2011. у насељу је живело 8243 становника. Насеље се налази на надморској висини од 169 м.

## Становништво
| 1931. | 1936. | 1951. | 1961. | 1971. | 1981. | 1991. | 2001. | 2011. |
| ----- | ----- | ----- | ----- | ----- | ----- | ----- | ----- | ----- |
| 5.805 | 5.844 | 6.281 | 6.883 | 7.115 | 7.947 | 8.848 | 9.051 | 9.821 |